# 全柔
全 柔（ぜん じゅう、生没年不詳）は、中国後漢末期の政治家。本貫は揚州呉郡銭唐県。呉の名将として知られる全琮の父。

## 生涯
霊帝の時代に孝廉に推挙され、尚書郎右丞に任じられたが、董卓が朝廷を乱すと官位を棄てて帰郷した。その後、別駕従事を経て、会稽東部都尉を拝命した。
孫策が呉郡に到来すると、全柔は配下の兵を率いて付き従い、丹陽都尉に任じられた。孫策の跡を継いだ孫権が車騎将軍となると、その配下の長史となり、また後に桂陽太守に移った。
ある時、全柔は子の全琮に命じ、米の売却と買い物を命じたが、全琮はそれを成さずに米を人々に分け与えてしまった。全柔は激怒したが、全琮はそれに答えて曰く。「命じられた買い物は火急のものではない一方、士大夫たちは今、逆さ吊りのような苦しみの中にあります。それゆえすぐに彼らを助け（るために米を分け与え）、許可を得る暇もありませんでした」と。全柔はこの答えを良しとした。